# Rose Beuret
Rose Beuret Mignon (Champagne, Ardenas, Francia, 1844- París, Isla de Francia, Francia, 1917) conoció a Auguste Rodin en 1864 en la ciudad de París y se convirtió en su compañera de vida.
Rose era una mujer reservada y tímida. Rodin era un hombre serio y trabajador, rústico en sus modales y tímido como ella. Auguste y Rose comenzaron a vivir juntos y continuaron con su trabajo, él como moldeador-estuquista y ella como costurera. Rose se encargó también del trabajo de la casa y a veces él le ayudaba a coser botones. Los domingos, los jóvenes enamorados daban largos paseos por los bosques y campiñas cercanos a la ciudad de París.
Rose se convirtió en la fiel compañera de Rodin. Lo asistió en la proyección y organización de su taller y posó para él en múltiples ocasiones. Con Rose, Rodin abordó el retrato de mujer. Permaneció junto al escultor durante toda su vida. Tuvieron un hijo que el artista no reconoció por lo que recibió el nombre de Auguste-Eugène Beuret. Se casaron dos semanas antes de que ella muriera en el año 1917.
Mignon, representa a la heroína descrita por el poeta alemán Johann Wolfgang von Goethe (1749-1832). Rose inspiró la creación de la máscara de la guerra en la Defensa de la Patria, pieza que forma parte del acervo de Museo Soumaya Fundación Carlos Slim.